# Gustaf Bergström (präst)
Johan Gustaf Ludvig Bergström, född 1848, död 1904, var en svensk prästman och regementspastor.
Bergström var författare till flera kyrkohistoriska arbeten och till Arboga krönika (1892–1895, ny upplaga 1909).